# 徳島とくとくサービック
徳島とくとくサービック（とくしま～サービック）は、南海電気鉄道（南海）が発売していたサービックの一つである。この項目では、南海フェリーの徳島港で発売されていた徳島とくとくサービックとは真反対の浪花なみなみサービック（なにわ～サービック）についても記述する。

## 概要
「徳島とくとく」は四国方面の観光（特に四国八十八箇所）のために、「浪花なみなみ」は四国から大阪方面への観光のために登場した。他のサービックとは違い、観光施設の割引券は付いていなかった。また、有効期間も「徳島とくとく」は4日間、「浪花なみなみ」は8日間になっていた。両者とも旅行代理店での発売は行っていない上に、和歌山市駅発着も発売されなかった。

## 内容
- 発駅～徳島港までの往復乗車船券（「徳島とくとく」）
- 徳島港～着駅までの往復乗車船券（「浪花なみなみ」）

## サービック割引料金例
- 難波駅から徳島港までの往復乗車船券の通常料金は5,780円だが、このサービックを利用すると4,640円になる。
- 同駅からサザンの指定席に乗車した場合の往復乗車船券の通常料金は6,780円だが、このサービックを利用すると5,140円になる。

浪花なみなみサービックも、同一料金になる。